# Boisseron
Boisseron é uma comuna francesa na região administrativa de Occitânia, no departamento de Hérault. Estende-se por uma área de 7,46 km². Em 2010 a comuna tinha 2 070 habitantes (densidade: 277,5 hab./km²).